# Pseudepidalea brongersmai
Pseudepidalea brongersmai är en groddjursart som först beskrevs av Marinus S. Hoogmoed 1972.  Pseudepidalea brongersmai ingår i släktet Pseudepidalea och familjen paddor. IUCN kategoriserar arten globalt som nära hotad. Inga underarter finns listade i Catalogue of Life.